# Preux-au-Bois
Preux-au-Bois is een gemeente in het Franse Noorderdepartement (regio Hauts-de-France) en telt 801 inwoners (2005). De plaats maakt deel uit van het arrondissement Avesnes-sur-Helpe.

## Geografie
De oppervlakte van Preux-au-Bois bedraagt 4,0 km², de bevolkingsdichtheid is 200,3 inwoners per km².
De onderstaande kaart toont de ligging van Preux-au-Bois met de belangrijkste infrastructuur en aangrenzende gemeenten.

## Demografie
Onderstaande figuur toont het verloop van het inwonertal (bron: INSEE-tellingen).